# Calvizzano
Calvizzano – miejscowość i gmina we Włoszech, w regionie Kampania, w prowincji Neapol.
Według danych na rok 2004 gminę zamieszkiwało 12 028 osób, 4009,3 os./km².